# Вермёлен, Маттейс
Маттейс Вермёлен (нидерл. Matthijs Vermeulen, настоящее имя Матеас Кристианус Францискус ван дер Мёлен, нидерл. Matheas Christianus Franciscus van der Meulen; 8 февраля 1888, Хелмонд — 29 июля 1967, Ларен) — нидерландский композитор, музыкальный критик.
Сын кузнеца. Поступил в семинарию, чтобы стать священником, но изучение духовной музыки заставило его изменить свой выбор. Брал частные уроки композиции у Даниэля де Ланге, в 1909 году дебютировал как музыкальный критик, вскоре обратив на себя внимание Альфонса Диппенброка, ставшего для него наставником и образцом (а дочь Дипенброка много лет спустя стала его второй женой). В своих статьях пропагандировал новую музыку, особенно произведения Густава Малера и Клода Дебюсси. С 1915 г. возглавлял отдел литературы и искусства в газете «De Telegraaf». В 1918 г. выступил с резкой критикой Оркестра Консертгебау и его руководителя Виллема Менгельберга, обвинив их в пренебрежении новейшими веяниями в музыке: отправной точкой скандала стали слова «Да здравствует Суза!», которые Вермёлен выкрикнул из зала после премьеры Седьмой симфонии Корнелиса Доппера. Разросшийся скандал привёл к отставке второго дирижёра оркестра Эверта Корнелиса, принявшего сторону критика. С 1921 г. жил в Париже, на протяжении 14 лет был парижским корреспондентом газеты «Soerabaiasch Handelsblad», выходившей в Голландской Ост-Индии. После того как в 1944 г. умерла первая жена композитора и сразу после этого погиб служивший во французской армии его сын, Вермёлен пережил глубокий внутренний кризис, завершившийся вторым браком и переездом в 1946 году в Амстердам, где в последнее двадцатилетие его жизни наконец получила признание его музыка.
Среди сочинений — семь симфоний (1914, 1919, 1922, 1941, 1945, 1959, 1965), Симфонический пролог «Летучий Голландец» (1930), камерно-инструментальная, вокальная, театральная музыка. Сочинения Вермёлена исполняли и записывали выдающиеся музыканты, в том числе Эдуард ван Бейнум, Фердинанд Ляйтнер.